# Europejskie Stowarzyszenie Redaktorów Naukowych
Europejskie Stowarzyszenie Redaktorów Naukowych, czyli European Association of Science Editors (w skrócie EASE, czytane jak angielski rzeczownik „ease”) jest niedochodową organizacją skupiającą ludzi zainteresowanych redagowaniem tekstów naukowych oraz komunikacją naukową, czyli szeroko pojętym porozumiewaniem się w nauce. EASE zostało założone w 1982 r. we Francji, ma ok. 500 członków pochodzących z wielu krajów, o różnym wykształceniu, związanych zawodowo z piśmiennictwem naukowym, głównie redaktorów czasopism naukowych i redaktorów autorskich (freelancerów).

## Historia
EASE powstało podczas konferencji w maju 1982 r. w Pau w wyniku połączenia European Life Science Editors' Association (ELSE) oraz European Association of Earth Science Editors (Editerra).

## Działalność
EASE, pod kierownictwem zarządu (EASE Council), pomaga swoim członkom nadążać za zmianami w stale rozwijającym się piśmiennictwie naukowym, a także doskonalić swoje umiejętności zawodowe, poprzez:
- internetowe forum dyskusyjne, służące wymianie informacji i pomysłów (EASE-Forum)
- walne zebrania co roku, połączone z interesującymi wykładami
- konferencje co 2–3 lata w różnych krajach (połączone z walnym zebraniem członków)
- sesje podczas ważnych wydarzeń naukowych (np. EuroScience Open Forum 2010 w Turynie, patrz wideo)
- kwartalnik European Science Editing
- obszerny poradnik Science Editor’s Handbook (drugie wydanie z 2013 r., patrz spis treści)
- inne materiały przydatne redaktorom naukowym, zgromadzone w EASE Toolkit for Journal Editors
- materiały edukacyjne dla autorów artykułów naukowych (np. wielojęzyczne zwięzłe wskazówki redakcyjne EASE Guidelines for Authors and Translators of Scientific Articles oraz obszerniejszy EASE Toolkit for Authors)
- seminaria i warsztaty na różne tematy (zniżki dla członków EASE)
- ogłoszenia o pracy, kursach i usługach, dostępne na stronie internetowej (bezpłatne dla członków EASE)
- możliwości nawiązywania współpracy i kontaktu dla osób prowadzących samodzielną działalność jako redaktorzy, tłumacze naukowi itp.
- okazje spotkania osób o podobnych zainteresowaniach z wielu krajów

## Członkowie
Członkowie EASE pochodzą z ok. 50 krajów w Europie, a także innych części świata. Pracują oni w różnych zawodach: redaktorzy różnych wydawnictw, wykładowcy, tłumacze, wydawcy, pracownicy zajmujący się multimediami i stronami internetowymi, indeksowaniem, projektowaniem graficznym, statystycy, osoby specjalizujące się w publikacjach popularnonaukowych i technicznych, tzw. redaktorzy autorscy (którzy pomagają naukowcom redagować artykuły), dziennikarze, zawodowi komunikatorzy, ilustratorzy techniczni, korektorzy, oraz inni członkowie redakcji.

## Konferencje
EASE organizuje konferencje co 2–3 lata:
| Rok  | Daty dzienne   | Państwo         | Miasto       | Temat                                                                    | Inne                                                         |
| ---- | -------------- | --------------- | ------------ | ------------------------------------------------------------------------ | ------------------------------------------------------------ |
| 1982 | 11–14 maja     | Francja         | Pau          | .                                                                        |                                                              |
| 1985 | 28–30 maja     | Norwegia        | Holmenkollen |                                                                          |                                                              |
| 1988 | 26 maja        | Szwajcaria      | Bazylea      |                                                                          |                                                              |
| 1989 |                | Kanada          | Ottawa       |                                                                          | Połączona z konferencją CBE i AESE                           |
| 1991 | 9–12 września  | Wielka Brytania | Oksford      |                                                                          |                                                              |
| 1994 |                | Węgry           | Budapeszt    |                                                                          |                                                              |
| 1997 |                | Finlandia       | Helsinki     |                                                                          |                                                              |
| 1998 |                | USA             | Waszyngton   |                                                                          | Połączona z konferencją Council of Biology Editors i AESE    |
| 2000 |                | Francja         | Tours        |                                                                          |                                                              |
| 2003 |                | Kanada          | Halifax      |                                                                          | Połączona z konferencją Association of Earth Science Editors |
| 2003 | 9–11 czerwca   | Wielka Brytania | Bath         |                                                                          |                                                              |
| 2006 | 15–18 czerwca  | Polska          | Kraków       | The Culture of Science Editing                                           |                                                              |
| 2009 | 16–19 września | Włochy          | Piza         | Integrity in Science Communication (Integralność w Komunikacji Naukowej) |                                                              |
| 2012 | 8–10 czerwca   | Estonia         | Tallinn      | Editing in the Digital World                                             |                                                              |
| 2014 | 13–15 czerwca  | Chorwacja       | Split        | The complex world of science editing                                     |                                                              |
| 2016 | 10–12 czerwca  | Francja         | Strasburg    | Scientific integrity: editors on the front line                          |                                                              |
| 2018 | 8–10 czerwca   | Rumunia         | Bukareszt    | Balancing Innovation and Tradition in Science Editing                    |                                                              |
| 2020 | 12 czerwca     |                 |              | Virtual Conference 'editors and editing in times of crisis’              |                                                              |

### Konferencja w Pizie
Konferencja EASE w Pizie (16–19 września 2009 r.) kontynuowała temat podjęty na pierwszej Światowej Konferencji nt. Integralności Badań, która odbyła się w Lizbonie (16–19 września 2007 r.). Pierwsza Światowa Konferencja była wspólną inicjatywą Europejskiej Fundacji Naukowej (European Science Foundation) oraz amerykańskiego Urzędu ds. Integralności Badań (Office of Research Integrity). Stała się ona polem dyskusji na temat strategii koordynowania działań przeciwdziałających oszustwom naukowym, oraz promowaniu odpowiedzialnego podejścia do badań naukowych. Konferencja EASE rozwinęła te tematy z punktu widzenia osób zajmujących się redagowaniem czasopism i innych publikacji naukowych.
Redaktorzy starają się, by wyniki badań naukowych były prawidłowo przedstawione oraz kompletne, łatwo dostępne, a także trwale przechowywane, tzn. aby zapewniona była fizyczna integralność danych. Istnieje też aspekt moralny komunikacji naukowej, w którym redaktorzy mają do odegrania trudniejszą rolę, monitorując takie aspekty jak: konflikt interesów, dyskryminacja ze względu na płeć, oraz podawanie jako współautorów osób, które nie spełniają kryteriów autorstwa. Celem tej konferencji EASE było doradzenie redaktorom, w jaki sposób mogą oni monitorować fizyczną i etyczną integralność tekstów naukowych, które dostają się w ich ręce, a także na co powinni zwracać uwagę i gdzie mogą się zwrócić o dalsze rady.

## Publikacje
- Czasopismo naukowe „European Science Editing”, zawierające artykuły na różne tematy związane z piśmiennictwem naukowym, recenzowaniem itp.
- Kwartalnik branżowy „EASE Digest”, publikujący niektóre artykuły z „European Science Editing”, a także recenzje książek i publikacji internetowych, wiadomości z różnych regionów i krajów itp.
- EASE journal blog – dla członków i innych osób, chcących się wypowiedzieć na wybrane tematy z „European Science Editing”
- Poradnik dla redaktorów naukowych Science Editors’ Handbook, obejmujący szeroką tematykę, od redagowania na ekranie, poprzez zarządzanie pracami redakcyjnymi, recenzowanie, aż po kontakty z mediami
- Statement on inappropriate use of impact factors, oświadczenie na temat niewłaściwego wykorzystywania tzw. „impact factor” (np. do oceny dorobku naukowego)
- Wskazówki EASE, czyli [www.ease.org.uk/publications/author-guidelines „EASE Guidelines for Authors and Translators of Scientific Articles”] – dostępne w ponad 20 językach, uaktualniane corocznie w latach 2010–2018,
- Tabela Szybkiej Kontroli EASE, czyli „EASE Quick-Check Table for Submissions” – dostępna w ponad 10 językach, mająca na celu ułatwienie naukowcom odnalezienie najważniejszych informacji potrzebnych do przygotowania artykułu do wybranego czasopisma.